# Roncus araxellus
Espèce
Roncus araxellus est une espèce de pseudoscorpions de la famille des Neobisiidae.

## Distribution
Cette espèce se rencontre en Arménie et en Azerbaïdjan.

## Publication originale
- Schawaller & Dashdamirov, 1988 : Pseudoskorpione aus dem Kaukasus, Teil 2 (Arachnida). Stuttgarter Beiträge zur Naturkunde, sér. A, vol. 415, p. 1-51 (texte intégral).